# Cá bơn mắt lệch
Cá bơn mắt lệch, tên khoa học Crossorhombus kanekonis, là một loài cá bơn trong họ Bothidae, được Tanaka mô tả đầu tiên vào năm 1918. Chúng thường được tìm thấy ở vùng ven biển từ Nhật Bản đến Đài Loan.